# چستی بالستروس
چستی بالستروس (انگلیسی: Chasty Ballesteros؛ زادهٔ ۳ ژانویهٔ ۱۹۸۱) بازیگر ژاپنی تبار اهل کانادا است. وی از سال ۲۰۰۹ میلادی تاکنون مشغول فعالیت بوده‌است.

## فیلم‌شناسی
- مقصد نهایی ۵
- کارآموزی
- همسایه‌ها
- اتاق خبر
- فرزندان آشوب
- تئوری بیگ بنگ
- سوپرنچرال
- اسمالویل
- غیب‌گو
- قواعد نامزدی
- دو مرد و نصفی
- بی‌شرم
- سی‌اس‌آی: نیویورک
- بابای بچه
- ری داناوان
- کالیفرنیکیشن
- مدیریت خشم
- دختر جدید
- تو بدترینی
- روزهای زندگی ما
- انتقام
- کنستانتین
- خانواده امروزی[۱]
- داستان ترسناک آمریکایی: هتل[۲]
- چگونه با مادرتان آشنا شدم
- خاطرات ویژیلانته[۳]
- مومیایی